# 情事の終り
『情事の終り』（じょうじのおわり、原題：The End of the Affair）は、イギリスの作家グレアム・グリーンによる1951年の小説。第二次世界大戦直後のロンドンを舞台とし、作家モーリス・ベンドリクス、サラ・マイルズ、そしてサラの夫である公務員ヘンリー・マイルズの三角関係を中心に、強迫観念、嫉妬と疑惑、信仰の問題を扱う。
イギリスの聖職者たちとの間でスキャンダルを巻き起こしたグリーンの親友の妻であるレディ・キャサリン・ウォルストン（1916年 - 1978年）との1946年から1966年に渡って続けられた実際の不倫にもとづいている（この女性に関する書籍にウィリアム・キャッシュが発表した『グレアム・グリーンと第三の女―『情事の終わり』を生んだ秘められた情欲』（The Third Woman: The Secret Passion That Inspired The End Of The Affair）がある）。
小説の英国版は「C」に捧げられており、「C」は「キャサリン」を意味する。
1955年と1999年に映画化され、うち1999年のバージョンは日本で『ことの終わり』として劇場公開された。

## 映画化など
- 1955年に、監督エドワード・ドミトリク、脚本レノア・J.コーヒーで映画化。主演デボラ・カーがサラ・マイルズ、ヴァン・ジョンソンがモーリス・ベンドリックス、サー・ジョン・ミルズがアルバート・パーキス、ピーター・カッシングがヘンリー・マイルズを演じた。
- 1999年には、『ことの終わり』として映画化された。ニール・ジョーダンが監督を務め、脚本も手掛けた。スティーブン・ウーリー製作。アメリカ人の女優主演ジュリアン・ムーアがサラ・マイルズ、イギリス俳優レイフ・ファインズがモーリス・ベンドリクス、アイルランドの俳優スティーブン・レアがヘンリー・マイルズを演じた。ジュリアン・ムーアは、アカデミー主演女優賞の候補となった。
- 2004年、ジェイク・ヘギーによってオペラ化された。初演はヒューストン・グランド・オペラでその年の3月に行われ、その後、最終的な形に修正された。
- 2012年に、オーディオ版がコリン・ファースによってAudible.comからリリースされた。

## 日本語訳
- 愛の終り（田中西二郎訳、新潮社 1952年　のち文庫、「情事の終り」と改題）
- 永川玲二訳　選集、1961年　全集
- 上岡伸雄訳　新潮文庫 2014年

## 参照
1. ↑  Graham Greene, uneasy Catholic – TLS Highlights – Times Online